# Mérindade de Pampelune
La Mérindade de Pampelune est une des cinq mérindades historiques de la Navarre, située dans le nord-ouest du pays. La capitale est Pampelune, capitale de la mérindade et de la Communauté autonome. On l'appelle aussi la Montagne (Mendialdea ou Iruñeko merindadea en basque ou Montaña ou Merindade de Pamplona en espagnol).
Elle est entourée au nord par le Guipuscoa et le Labourd, au nord par la Basse-Navarre, à l'est par la mérindade de Sangüesa, au sud par la mérindade d'Olite, au sud-ouest par la mérindade d'Estella et à l'ouest par le Guipuscoa. .

## Régions
- Baztanaldea
- Bortziriak
- Bassin de Pampelune (Iruñerria/Cuenca de pamplona)
- Comarque de Puente la Reina - Garesaldea
- Leitzaldea
- Malerreka
- Sakana
- Ultzamaldea

## Municipalités
Adiós, Altsasu, Añorbe, Ansoáin, Anue, Araitz, Arakil, Arano, Arantza, Arbizu, Areso, Arizkun, Arruazu, Atetz, Bakaiku, Barañáin, Basaburua, Baztan, Beintza-Labaien, Belascoáin, Bera, Beriáin, Berrioplano, Berriozar, Bertizarana, Betelu, Bidaurreta, Biurrun-Olcoz, Burlada, Cendea de Cizur, Cendea de Olza, Ciriza, Donamaria, Doneztebe, Echarri, Elgorriaga, Enériz, Eratsun, Ergoiena, Etxalar, Etxarri-Aranatz, Etxauri, Ezcabarte, Ezkurra, Galar, Goizueta, Guesálaz, Igantzi, Imotz, Irañeta, Irurita, Irurtzun, Ituren, Iturmendi, Itza, Juslapeña-Txulapain, Lakuntza, Lantz, Larraun, Legarda, Leitza, Lekaroz, Lekunberri, Lesaka, Muruzábal, Obanos, Odieta, Oiz, Olaibar, Olazti, Ollo, Orkoien, Pampelune, Puente la Reina-Gares, Saldias, Sunbilla, Tirapu, Úcar, Uharte Arakil, Ultzama, Unzué, Urdazubi, Urdiain, Urroz, Uterga, Villava, Zabalza, Ziordia, Zizur Mayor, Zubieta et Zugarramurdi